# Ефимов, Александр Петрович (Герой Социалистического Труда)
Александр Петрович Ефимов (1925—2005) — тракторист, Герой Социалистического Труда (1971).

## Биография
Александр Ефимов родился 12 мая 1925 года в деревне Доманово (ныне — Монастырщинский район Смоленской области). В 1941 году окончил семь классов школы. В 1943 году Ефимов был призван на службу в Рабоче-крестьянскую Красную Армию, участвовал в Великой Отечественной войне, освобождал Белорусскую ССР и Польшу. Демобилизовавшись, Ефимов вернулся в Доманово и устроился на работу в колхоз имени Чкалова, с 1957 года работал в колхозе имени Ленина Монастырщинского района. Был трактористом, звеньевым, начальником механизированного отряда по возделыванию льна.

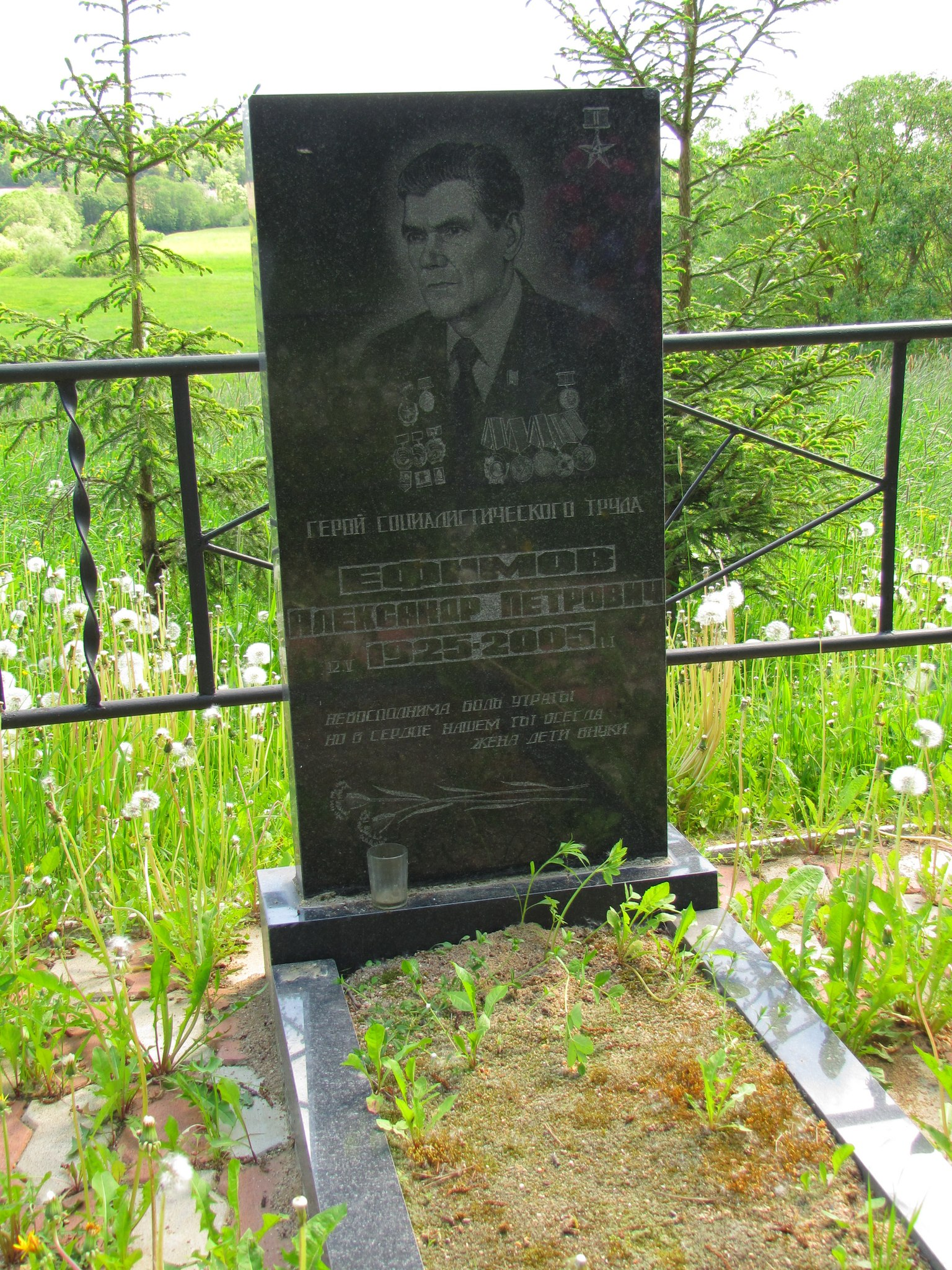
Могила Ефимова в Доманово.

Ефимову удалось добиться высоких показателей урожайности льна. Так, в 1969 году звено Ефимова на засеянной площади в 60 гектаров получило с каждого гектара по 8,1 центнеров и по 603 центнера волокна. Когда Ефимов возглавил механизированный отряд по возделыванию льна, посевные площади льна увеличились сначала до 120, а затем до 420 гектаров, причём с каждого гектара ежегодно получалось по 8-9 центнеров семян. Это позволило колхозу имени Ленина продавать государству лён на сумму больше миллиона рублей.
Указом Президиума Верховного Совета СССР от 8 апреля 1971 года за «выдающиеся успехи в развитии сельского хозяйства, за освоение комплекса машин по возделыванию льна» Александр Ефимов был удостоен высокого звания Героя Социалистического Труда с вручением ордена Ленина и медали «Серп и Молот».
Занимался общественной деятельностью, несколько раз избирался депутатом сельского и районного Советов народных депутатов. С 1985 года — на пенсии. Проживал в Доманово.
Умер 1 января 2005 года, похоронен на кладбище деревни Доманово.
Был также награждён орденом Отечественной войны 1-й степени.